# Мысин, Михаил Викторович
Михаи́л Ви́кторович Мы́син (22 мая 1979, Волгоград) — российский футболист, нападающий; тренер.

## Карьера
Футболом начал заниматься в 7 лет. Первая команда — волгоградский «Ротор». Первый тренер — Сёмин Владислав Владимирович. С 2005 года выступал за екатеринбургский «Урал». Лучший бомбардир команды в сезоне-2007. 12 февраля 2009 года стало известно, что Михаил подписал контракт с владикавказской «Аланией». В середине сезона перешёл в нижегородскую «Волгу». В середине сезона-2010 вернулся в родной Волгоград, на правах аренды до конца сезона играл за «Ротор». 2 августа 2010 года был заявлен за сине-голубых.
В составе «Уфы» на его счету 20 игр и 6 голов.
19 июля 2012 года был заявлен за «Юрмалу».

## Инцидент в матче первенства Волгоградской области
В ноябре 2013 года в матче первенства Волгоградской области Михаил Мысин избил помощника главного судьи 17-летнего Владислава Мосиенкова. Мысин нанёс несколько ударов ему по лицу и два удара ногой. Главный арбитр встречи принял решение прекратить матч. Когда судейская бригада покидала поле, Мысин угрожал и второму помощнику судьи. Мосиенкову было на лицо наложено несколько швов, были зафиксированы телесные повреждения, в том числе —  сотрясение головного мозга. Родители пострадавшего обратились с заявлением по поводу произошедшего в полицию.
Контрольно-дисциплинарный комитет Федерации футбола Волгоградской области подготовил обращение в исполком региональной Федерации футбола о пожизненной дисквалификации Мысина в соревнованиях, проводимых под эгидой Федерации футбола Волгоградской области.
13 февраля 2014 года на заседании КДК РФС было принято решение отстранить Михаила Мысина на два года от участия в матчах проводимых под эгидой РФС.

## Личная жизнь
Женат. Воспитывает дочь и сына.